# Abens-Radweg
Der Abens-Radweg ist ein 65 km langer Fernradweg entlang der Abens in Bayern. Er ist Teil des internationalen Fernradweges München-Regensburg-Prag und dient als Hauptverbindung zwischen dem Donauradweg und dem Isarradweg.

## Routenverlauf
Der Abens-Radweg zweigt in Bad Gögging vom internationalen Donauradweg ab und verläuft über Abensberg, Siegenburg, Mainburg und Nandlstadt zum Isarradweg nach Marzling in der Nähe von Freising.
Zwischen Abensberg und Nandlstadt verläuft der Radweg durch die malerische Hügellandschaft des Hopfenanbaugebiets Hallertau.
Bei Langenbach verläuft der Ammer-Amper-Radweg, der nach Oberammergau und Moosburg führt, für wenige Kilometer zusammen mit dem Abens-Radweg auf einer gemeinsamen Trasse.

## Ausbauzustand
Im Allgemeinen ist der Radweg gut beschildert und verläuft auf verkehrsarmen Nebenstraßen. Zwischen Abensberg und Nandlstadt verläuft er durch das Hopfenanbaugebiet Hallertau.
Der Radweg ist im Bayernnetz für Radler registriert.